# Julia Ormond
Julia Karin Ormond, född 4 januari 1965 i Epsom, Surrey, är en brittisk skådespelare. Ormond har spelat i en rad filmer och TV-produktioner i Europa och Hollywood, och även i prisade teaterproduktioner i London.

## Biografi
Julia Ormond har medverkat bland annat i Peter Greenaways kontroversiella Barnet från Mâcon (1993) och blev uppmärksammad för sina roller i Höstlegender (1994) och som Kung Arturs hustru i Den förste riddaren (1995), och med Harrison Ford i Sydney Pollacks nyinspelning av Audrey Hepburn-klassikern Sabrina (1995) fick hon många lovord. 
1997 gjorde hon titelrollen i Bille Augusts Peter Høeg-filmatisering i Köpenhamn, Fröken Smillas känsla för snö, och 2008 medverkade hon i Steven Soderberghs Che – Argentinaren. 2010 erhöll hon en Primetime Emmy för sin roll i TV-filmen Temple Grandin.
Vid sidan av skådespeleriet har hon sedan 1990-talet varit engagerad i internationella humanitära frågor, bland annat om trafficking, AIDS och flyktingbistånd (medgrundare av organisationen FilmAid International) och utnämndes 2005 till Goodwill-ambassadör för FN.

## Filmografi i urval
- 1991 – Den unga kejsarinnan (TV-serie)
- 1993 – Barnet från Mâcon
- 1994 – Captives
- 1994 – Höstlegender
- 1995 – Den förste riddaren
- 1995 – Sabrina
- 1997 – Fröken Smillas känsla för snö
- 1998 – Barberaren i Sibirien
- 2007 – I Know Who Killed Me
- 2008 – Benjamin Buttons otroliga liv
- 2008 – Che – Argentinaren
- 2010 – Temple Grandin (TV)
- 2011 – My Week with Marilyn
- 2019 – Gold Digger (TV-serie)